# Olajsütő

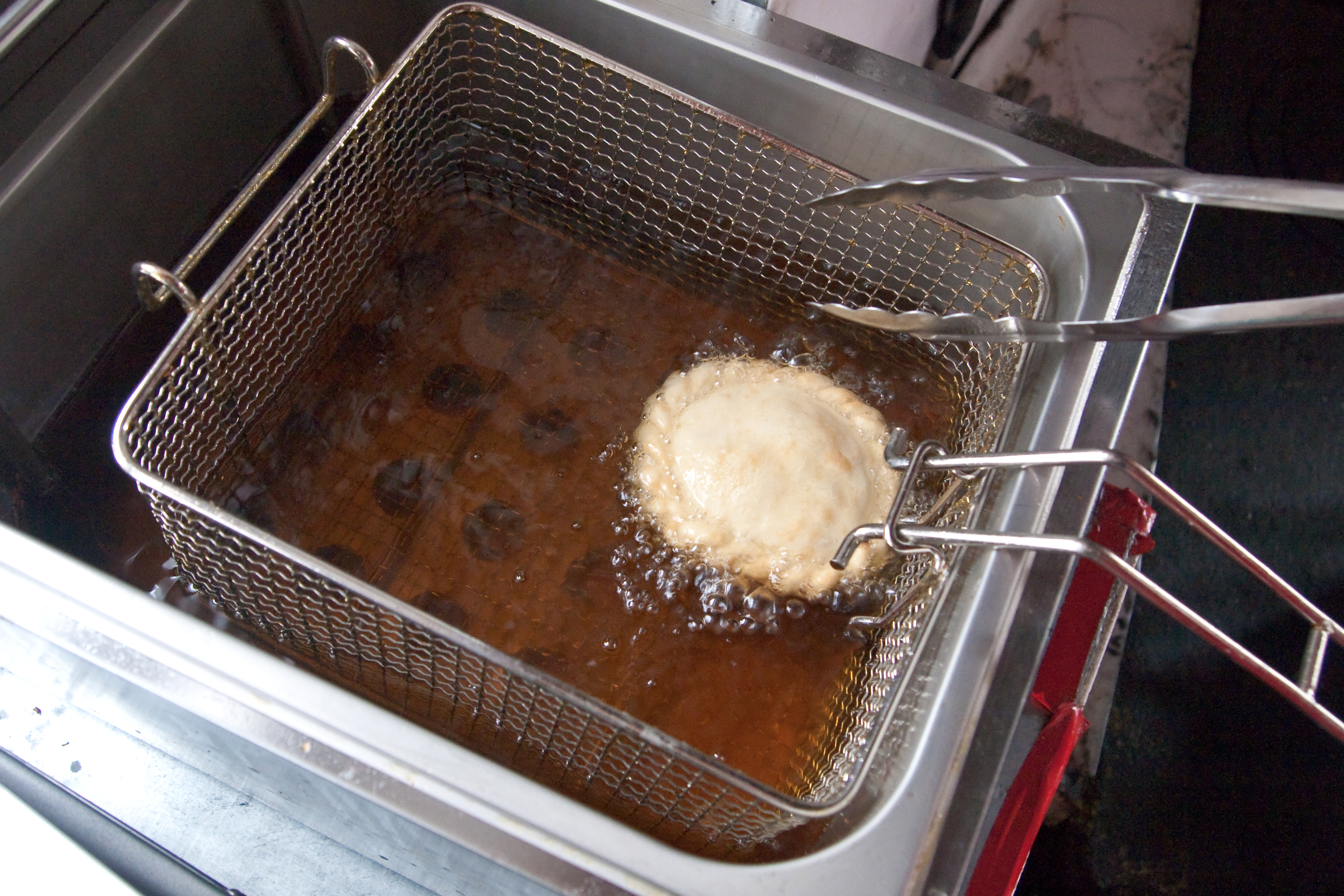
Olajsütő

Az olajsütő (idegen szóval: fritőz), modern, rendszerint elektromos konyhai eszköz, amely az ételek olajban sütését teszi könnyebbé.
A magas hőmérsékletű, az ételt bőven ellepő olajban a sütés folyamán több kémiai folyamat játszódik le az étel felszínén és belsejében is. A felszín közvetlenül érintkezik a 130-190˚C-os olajjal, és pörkölődött, keményebb réteggé alakul. Ez meggátolja az olaj érintkezését az étel belsejével, így a belső rész anyagainak kiáramlását, kioldódását. A belső rész hőmérséklete alacsonyabb az olajénál, a víztartalma folyamatosan forr el, és a hőmérsékletet 100˚C körül marad. A sütés során képződő vízgőz kezdetben viharosan pezseg ki, felfröcskölve a forró olajat. Később a képződés üteme lelassul, és halkan emelkednek fel a vízgőz buborékok. Az étel anyagainak pörkölődése, karamellizációja folyamán jellegzetes illatú anyagok szabadulnak fel – mindnyájan felismerjük az illatot, ha a közelben olajban sütnek.
A sütő tartályának fala lényegesen magasabb, mint az olaj szintje. Azért alakítják így ki, mert a sütés folyamán az olaj magasra felhabosodhat. A fritőz fedele felfogja a fröccsenő olajcseppeket, és a tetején van egy betekintőablak, valamint egy rács, melyen a vízgőz távozhat. A rácson átáramló gőz útjába rendszerint aktív szenet tartalmazó szűrőt építenek be, hogy a képződő erős illatú gázokat, gőzöket megkösse. Egyes olajsütőknél szén helyett fém rácsot használnak, mert így nem hullanak az olajba a szénszemcsék. A régebbi fritőztípusok tisztán tartása igen nehézkes. A korszerű fritőzök sütőmedencéjének az alján az olaj leengedhető. A háztartásban használt modellek esetében a fűtőszál kiemelhető, külön tisztítható, az olajmedence és a fedél folyó vízben vagy mosogatógépben elmosható.

## Az olajban sütés és az egészség
Mivel a magasabb sütési hőmérsékleten könnyebben keletkeznek az olajban káros, rákkeltőnek tartott anyagok, ezért mostanában gyakran már azt javasolják, hogy a sütési hőmérséklet sose lépje túl a 160 °C-ot. A rákkeltő anyag (akrilamid) a hő hatására keletkezik, így a megégett étel a legnagyobb rizikófaktor. Egyes olajsütők úgynevezett "Cool zone" technológiával rendelkeznek, melynek köszönhetően az ételmorzsák nem égnek meg és süllyednek le a fritőz aljára, így a sütőolaj tiszta marad és többször használható fel.

## Olajsütő vagy hagyományos serpenyő
A hagyományos serpenyőhöz képest az olajsütő akkor lehet jobb megoldás, ha heti rendszerességgel sütnek olajban ételeket vagy ha vendégeknek szeretnének nagyobb mennyiségű ételt készíteni.
Tisztítás: Tisztíthatóság szempontjából bármelyik jó választás lehet, ha olyan olajsütőt választunk, ami könnyen tisztítható pl. teljes szétszereléssel, mosogatógépben való moshatósággal.
Gazdaságosság: A "Cool zone" technológiás olajsütő gazdaságosabb megoldás, mint a serpenyő, hiszen az olaj többször felhasználható. A dupla fűtőszálas olajsütőkkel egyenletesebben és gyorsabban melegszik fel az olaj, és sokkal gyorsabb maga a sütési folyamat.
Egészség: A "Cool zone" technológiás olajsütők esetén nem égnek meg az ételmorzsák, így könnyebben megelőzhető a káros anyagok keletkezése, mint a tűzhelyre/főzőlapra helyezett serpenyő esetében. Az olaj hőmérséklete is sokkal inkább kontrollálható az olajsütők esetében. A dupla fűtőszálas olajsütőkben az étel jóval gyorsabban készül el, aminek köszönhetően az étel kevesebb olajat szív magába, így a végeredmény egészségesebb.
Biztonság: Az olajba helyezett élelmiszerben sok víz található, ami vízbuborékokká alakul a melegítés során, amelyek így aztán könnyedén az ember bőrére fröccsenhetnek és az utánuk maradt nyomokat is le kell takarítani a főzőlapról és a konyhapultról. Sajnos ez mindkét eszköz esetén jellemző, azonban már léteznek olyan olajsütők, amelyek teljesen semlegesítik a buborékokat, így nem fröccsennek az ember bőrére és takarítani sem kell utánuk.
Ízvilág: A fritőzben készült ételek finomabbak. [forrás?]
Kényelem: Míg a serpenyőkben az ételt folyamatosan forgatni kell, addig egy olajsütőbe elegendő, ha bedobjuk az ételt, beállítjuk a kívánt hőfokot és a megfelelő idő után kivesszük azt. Az olajsütőből kényelmesebben lehet kivenni az ételt, egy mozdulattal, és ezzel a mozdulattal egyúttal meg is szűrjük az ételt, lecsöpögtetjük róla az olajat. Egy olajsütő ebből a szempontból jóval kényelmesebben használható.

## Az olajsütés hagyománya
A nemzetek közül a belgák rendelkeznek a legnagyobb hagyománnyal az olajsütők felhasználását illetően, hiszen gyakorlatilag minden belga háztartásban megtalálható ez a konyhai eszköz. A 17. században, egy kemény télen, amikor a belga Meuse folyó befagyott, a helyiek nem tudták kihorgászni azokat a kis halakat, amiket eddig, ezért hal alakban vágták fel a krumplit és megsütötték. [forrás?]